# Guerlain
Guerlain è una azienda francese, una delle più antiche aziende produttrici di profumi nel mondo.

## Storia
Fondata nel 1828 da Pierre François Pascal Guerlain, l'azienda è stata gestita dai membri della famiglia Guerlain fino al 1994, anno in cui è stata rilevata dal gruppo LVMH, multinazionale specializzata nei brand di lusso. Dal 1992 Jean Paul Guerlain è il direttore dell'azienda, nonché il principale profumiere. Jean Paul Guerlain infatti realizzava i profumi per l'azienda di famiglia già dagli anni cinquanta.
Nel 1921 viene prodotto il profumo Shalimar, una delle primissime fragranze ad usare la vaniglia, che diverrà uno dei principali segni distintivi di Guerlain, oltre che uno dei profumi che maggiormente ispirerà la produzione di profumi a venire. Un altro dei profumi che maggiormente segneranno la fortuna di Guerlain sarà Vétiver, profumo da uomo realizzato nel 1956 da Jean Paul Guerlain.
Nel 2008, è stato lanciato il profumo Les Quatre Saisons, per celebrare i 180 anni della Guerlain.

## Prodotti
Guerlain è uno dei pochissimi marchi che è esistito per anni producendo e commercializzando soltanto profumi, a cui soltanto in anni più recenti sono state aggiunte alcune linee di cosmetici. La maggior parte delle aziende produttrici di profumi attuali, come Chanel e Gucci, infatti sono divisioni di case di moda, che producono profumi come parte di una più ampia gamma di prodotti.
Dalla sua fondazione del 1828 la Guerlain ha creato oltre 300 profumi, fra i quali si ricordano:

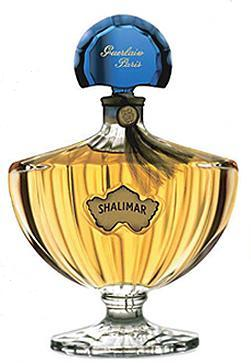
Confezione di Shalimar.

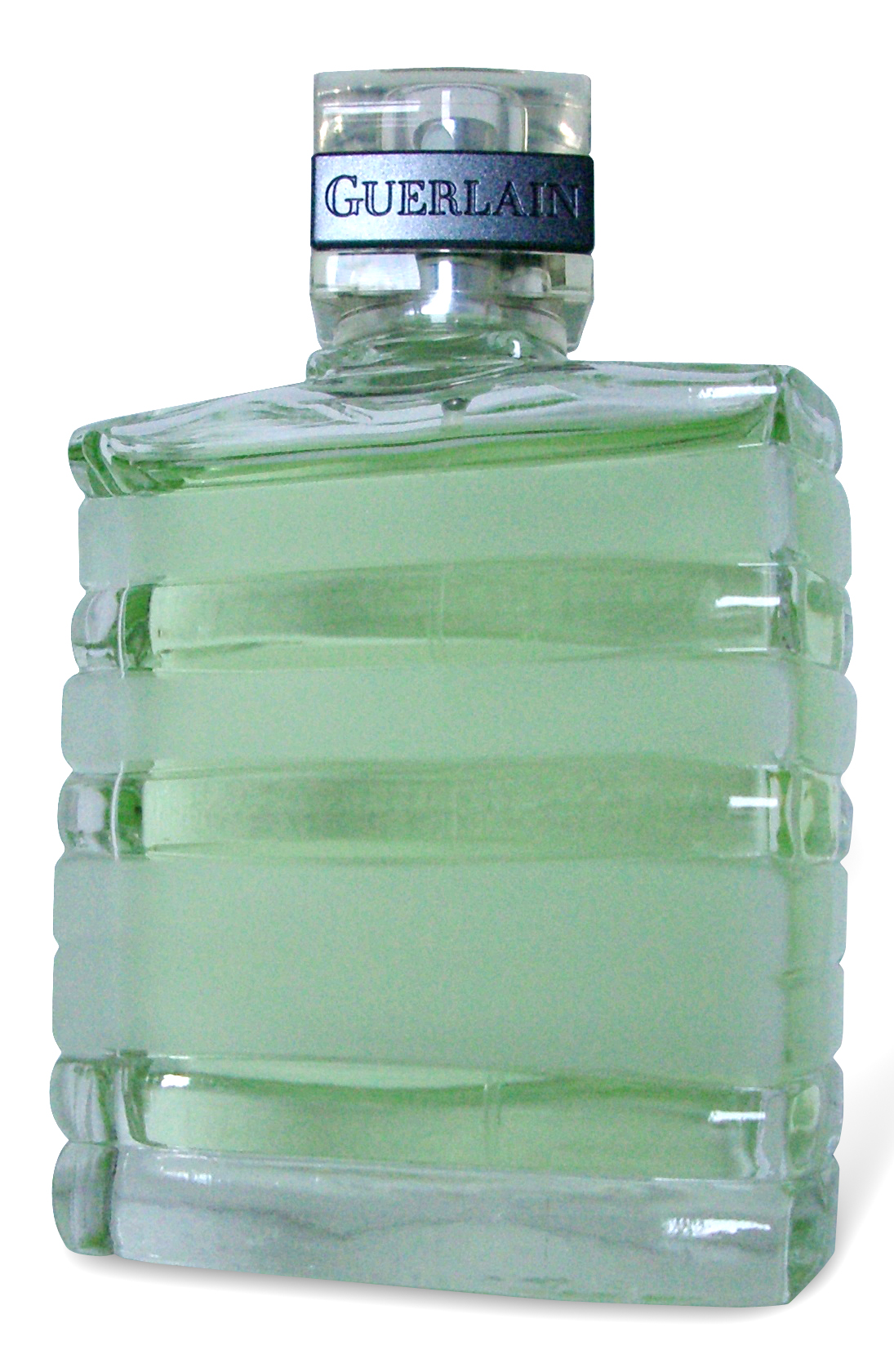
Confezione di Vétiver.

| - Pois de Senteur, 1840 - Eau de Cologne Impériale, 1853 - Pao Rosa, 1877 - Jadis, 1883 - Fleur d'Italie, 1884 - Skine, 1885 - Rococo, 1887 - Jicky, 1889 - Iris Blanc, 1889 - Excellence, 1890 - Belle France, 1892 - Cyprisine, 1894 - Eau de Cologne du coq, 1894 - Jardin de mon curé, 1895 - Voilà pourquoi j'aimais Rosine, 1900 - Plagia, 1900 - Mouchoir de Monsieur, 1904 - Champs Élysées, 1904 - Après l'ondée, 1906 - Kadine, 1911 - Heure bleue, 1912 - Mitsouko, 1919 - Shalimar, 1925 - Liu, 1929 - Vol de nuit, 1933 | - Vega, 1936 - Ode, 1955 - Vétiver, 1956 - Chant d'aromes, 1962 - Habit Rouge, 1965 - Chamade, 1969 - L'eau de Guerlain, 1974 - Parure, 1975 - First, 1976 - Silences, 1978 - Nahéma, 1979 - Jardins de Bagatelle, 1983 - Derby, 1985 - Samsara, 1989 - Héritage, 1992 - Petit Guerlain, 1994 - Un air de Samsara, 1996 - Champs-Élysées, 1996 - Guerlinade, 1998 - L'Ame d'un Heros, 1998 | - Terracotta, 1999 - Belle Epoque, 1999 - Cherry Blossom, 1999 - Aqua Allegoria, 1999 - Philtre d'amour, 2000 - Aqua Allegoria Floria Nerolia, 2000 - Too much, 2000 - Météorites, 2000 - Coriolan, 1998 - Mahora, 2000 - Purple Fantasy, 2001 - L'Instant de Guerlain, 2003 - Cuir Beluga, 2005 - Bois d'Arménie, 2006 - Insolence, 2006 - L'Instant Magic, 2007 - My Insolence, 2007 - Iris Ganache, 2007 - Cruel Gardenia, 2008 - Aqua Allegoria Figue Iris, 2008 - Guerlain Homme, 2008 |